# Oidaematophorus
Oidaematophorus är ett släkte av fjärilar som beskrevs av Hans Daniel Johan Wallengren 1862. Oidaematophorus ingår i familjen fjädermott.

## Bildgalleri

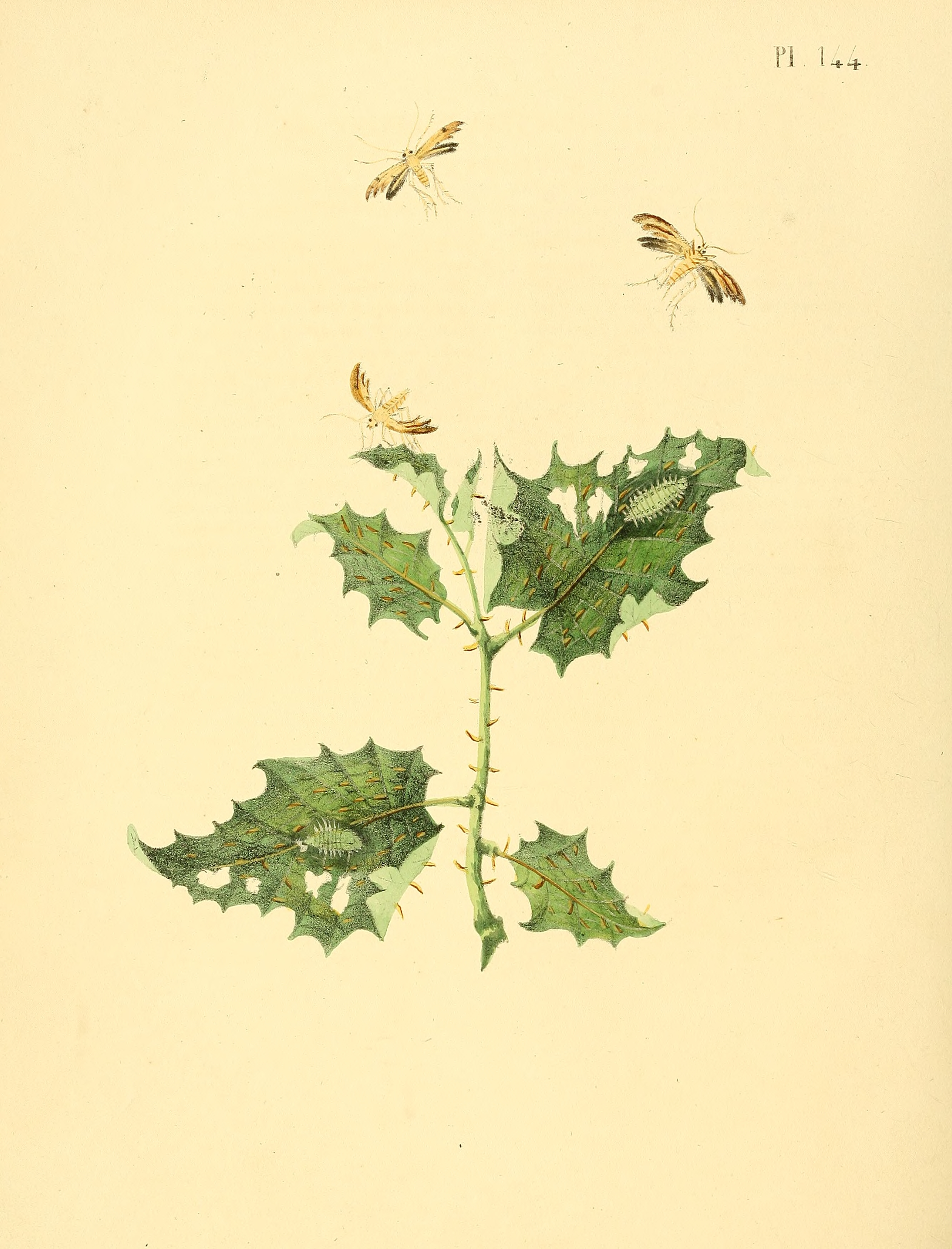

## Dottertaxa tillOidaematophorus, i alfabetisk ordning[1][2]
- Oidaematophorus alaskensis
- Oidaematophorus alpinus
- Oidaematophorus angulofuscus
- Oidaematophorus aquila
- Oidaematophorus ares
- Oidaematophorus arion
- Oidaematophorus auster
- Oidaematophorus balanotes
- Oidaematophorus beneficus
- Oidaematophorus betsiae
- Oidaematophorus bowesi
- Oidaematophorus buphthalmi
- Oidaematophorus cadmus
- Oidaematophorus castor
- Oidaematophorus chamelai
- Oidaematophorus chrysocomae
- Oidaematophorus cinerarius
- Oidaematophorus cochise
- Oidaematophorus coniodactylus
- Oidaematophorus coquimboicus
- Oidaematophorus corvus
- Oidaematophorus costatus
- Oidaematophorus cristobalis
- Oidaematophorus devriesi
- Oidaematophorus downesi
- Oidaematophorus eros
- Oidaematophorus falsus
- Oidaematophorus giganteus
- Oidaematophorus glaphyrotes
- Oidaematophorus glenni
- Oidaematophorus gosmanyi
- Oidaematophorus grandaevus
- Oidaematophorus hololeucus
- Oidaematophorus inulaevorus
- Oidaematophorus iobates
- Oidaematophorus irenaeus
- Oidaematophorus iwatensis
- Oidaematophorus lithodactyla
- Oidaematophorus lithodactylus
- Oidaematophorus lithoxylodactylus
- Oidaematophorus luteolus
- Oidaematophorus mallecoicus
- Oidaematophorus mauleicus
- Oidaematophorus medius
- Oidaematophorus melanoschismus
- Oidaematophorus mesoleucus
- Oidaematophorus meyricki
- Oidaematophorus mizar
- Oidaematophorus nigrofuscus
- Oidaematophorus nodopea
- Oidaematophorus ochracealis
- Oidaematophorus pan
- Oidaematophorus paraochracealis
- Oidaematophorus pectodactylus
- Oidaematophorus pelodactyla
- Oidaematophorus perditus
- Oidaematophorus phaeodactylus
- Oidaematophorus phoebus
- Oidaematophorus pollux
- Oidaematophorus prometopa
- Oidaematophorus rigidus
- Oidaematophorus rogenhoferi
- Oidaematophorus ruwenzoricus
- Oidaematophorus septodactyla
- Oidaematophorus similidactylus
- Oidaematophorus simplicissimus
- Oidaematophorus siskaellus
- Oidaematophorus socorroica
- Oidaematophorus testaceus
- Oidaematophorus triton
- Oidaematophorus vafradactylus
- Oidaematophorus varioides
- Oidaematophorus varius
- Oidaematophorus venapunctus